# Lega Pro Seconda Divisione
Lega Pro Seconda Divisione (fram till 2008 känd som Serie C2) var tidigare den fjärde nivån i professionell fotboll i Italien. 
Ligan var indelad i två avdelningar, A och B, som innehöll 20 respektive 21 lag. Vinnaren och tvåan i varje avdelning flyttades upp till Lega Pro Prima Divisione direkt medan lag tre till sex fick kvala. Fyra lag flyttades ned till Serie D.

## Historia
Serien bildades 1978 som Serie C2. Den bestod fram till 1991 av fyra grupper. Inför säsongen 1991/1992 gjordes serien om och bestod därefter av tre grupper i regel med 18 lag i varje. Inför säsongen 2010/2011 lyckades man på grund av klubbarnas ekonomiska situation inte fylla alla tre grupperna. De spelades istället 17 respektive 16 lag. Inför säsongen 2011/2012 gjordes systemet om till att endast omfatta två grupper.